# Article 144 de la Constitution belge
L'article 144 de la Constitution belge fait partie du titre III Des pouvoirs. Il attribue au pouvoir judiciaire le règlement des contentieux relatifs aux droits civils.
Il date du 7 février 1831 et était à l'origine — sous l'ancienne numérotation — l'article 92. Il reprend l'article 165 de la Loi fondamentale des Pays-Bas de 1815. Il n'a jamais été révisé.

## Texte
« Les contestations qui ont pour objet les droits civils sont exclusivement du ressort des tribunaux. Toutefois, la loi peut, selon les modalités qu'elle détermine, habiliter le Conseil d'état ou les juridictions administratives fédérales à statuer sur les effets civils de leurs décisions. »

## Droit civil
Les droits civils sont tous les droits qui ne sont pas politiques (visés à l'article 145).